# 近代美術と現代美術
近代美術（、英: modern art）と現代美術（、英: contemporary art）は翻訳した語であるが例外もあり、その意味は事例によって様々である。同様の語に近現代美術がある。
一般に、時代区分の近代と現代には不変の境界が設けられることはなく、その時々の現代が時間の経過とともに近代に変化するという傾向が不可避であり、近代美術と現代美術の定義の曖昧さの大きな原因ともなっていると言える。

## 定義
芸術史的特徴を見ると、「近世美術」と「近代美術」の一部は教会や王侯貴族が美術の担い手だった時代の美術、「現代美術」は富裕層が美術の担い手になっている時代の美術という傾向も見出せる。

### 近代美術の定義
近代美術の時代区分、範囲にはおおむね以下のものがある。
1. ビザンツ帝国崩壊以後
2. ジョット以後
3. 18世紀のロココ以降
4. 19世紀前半の、新古典主義・ロマン主義・写実主義以降
5. 19世紀後半の、印象主義（印象派）・象徴主義・後期印象主義（後期印象派）以降
6. 19世紀末の後期印象派以降
7. 20世紀初頭のフォーヴィスム・ドイツ表現主義以降
8. 20世紀初頭のキュビスム以降
9. 日本に限っていえば、明治維新頃、または1910年代以降の美術
10. 第二次世界大戦以前（1945年以前）の美術を近代美術とする考え方
11. これ以外も定義可能

### 現代美術の定義
近代美術に対して、現代美術の時代区分、範囲には以下のものがある。
1. 20世紀初頭のフォーヴィスム・ドイツ表現主義以降を現代美術とする考え方
2. 20世紀初頭のキュビスム 以降を現代美術とする考え方
3. 20世紀前半のシュルレアリスム・抽象絵画（抽象美術）以降を現代美術とする考え方
4. 第二次世界大戦後（1945年以後）の美術を現代美術とする考え方
5. これらとは別に、20世紀以降の美術全体を現代美術とする考え方
6. これ以外

なお、5番目の考え方のような範囲の美術を示す場合には、誤解が生じないように「20世紀の美術」または「20世紀美術」と呼ぶこともある。